# 雷蒂山
46°39′53.9″N 8°0′41.6″E / 46.664972°N 8.011556°E

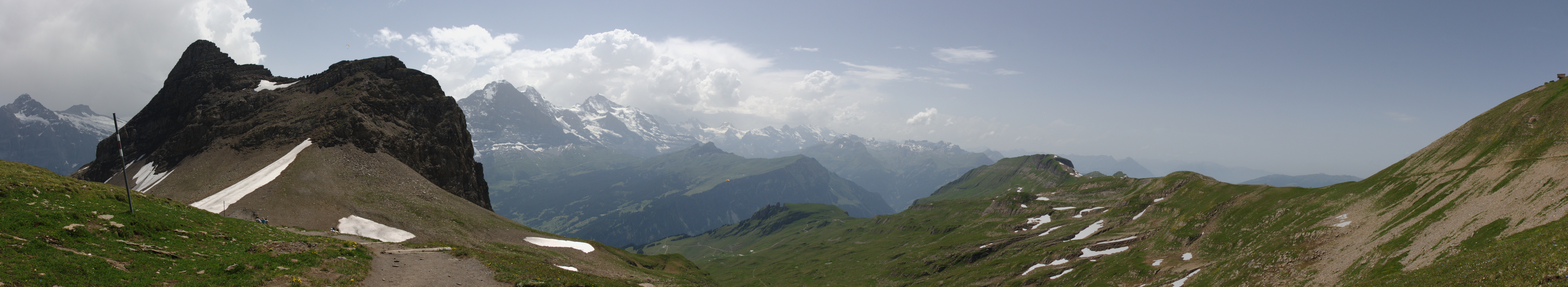

雷蒂山（Reeti），是瑞士的山峰，位於該國中西部，由伯恩州負責管轄，屬於伯爾尼山的一部分，俯瞰格林德瓦，海拔高度2,757米，每年平均降雨量2,465毫米。